# Коломбјер сир Сел
Коломбјер сир Сел (фр. Colombiers-sur-Seulles) насеље је и општина у северној Француској у региону Доња Нормандија, у департману Калвадос која припада префектури Баје.
По подацима из 2011. године у општини је живело 174 становника, а густина насељености је износила 52,89 становника/km². Општина се простире на површини од 3,29 km². Налази се на средњој надморској висини од 40 метара (максималној 56 m, а минималној 2 m).

## Демографија
| 1962. | 1968. | 1975. | 1982. | 1990. | 1999. | 2011. |
| ----- | ----- | ----- | ----- | ----- | ----- | ----- |
| 147   | 164   | 166   | 158   | 160   | 181   | 174   |

График промене броја становника у току последњих година